# Nuklonas

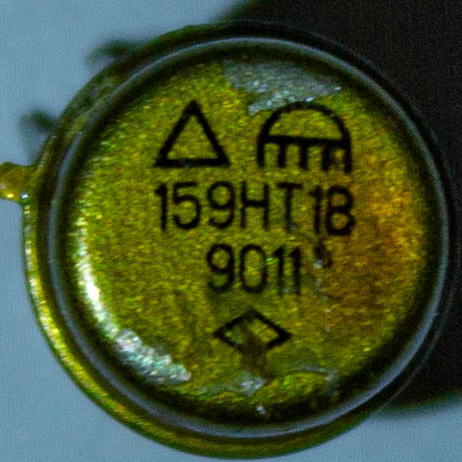
Integrierter Schaltkreis 159NT1W mit dem Logo von Nuklonas (oben rechts), hergestellt 1990

AB Nuklonas (dt. „Nukleon“) war ein Mikrochip-Hersteller in Litauen,  eins der größten Unternehmen in Šiauliai. Es hatte seinen Sitz im Stadtteil Dainai.

## Geschichte
1966 wurde ein Militär-Industrie-Werk der Mikroelektronik in Sowjetlitauen gegründet. Man produzierte die Mikrochips, die in der zivilen und militärischen Ausrüstung und bei Geräten verwendet wurden. In der Sowjetzeit baute Nuklonas einen eigenen Kulturpalast. Nach der Unabhängigkeit Litauens wurde der Betrieb privatisiert. 1994 wurden etwa 4200 Mitarbeiter nach der Insolvenz des Unternehmens arbeitslos.
Vom 22. November 1994 bis 20. September 2002 gab es ein neues Unternehmen, eine Aktiengesellschaft (AB) „Nuklonas“. 1995 beschäftigte man 250 Mitarbeiter und produzierte pro Monat Waren im Wert von 300.000 Litas. Dies entsprach fast 10 % der Kapazität des Unternehmens. Neben den üblichen Chips produzierte man Solarzellen und Spannungsregler für Fernsehfernbedienungen. „Nuklonas“ hatte einen Auftrag (Produktion von Spannungsreglern) aus den USA im Wert von 2 Millionen Lt. 1996 hatte „Nuklonas“ eigenes Erholungshaus „Atžalynas“ (im Wert von 1.145.833 Lt). Am 25. April 1997 wurde das Insolvenzverfahren im Bezirksgericht Šiauliai geöffnet. 1998 schuldete „Nuklonas“ insgesamt 30 Mio. Lt (9 Mio. Euro), davon 7 Mio. Lt (2 Mio. Euro) an 1.700 Mitarbeiter. Das Unternehmen wurde im September 2002 aufgelöst.
In den ehemaligen Produktionsstätten befinden sich jetzt verschiedene Unternehmen. Im Verwaltungsgebäude wurde die Fakultät für Sozialwissenschaften der Universität Šiauliai (Lehrstühle für Wirtschaft, Management und Politikwissenschaft mit etwa 700 Studenten und 30 Hochschullehrern) untergebracht. Die Bank „Šiaulių bankas“ verkaufte das neungeschossiges Gebäude mit einer Nutzfläche von 4500 m² an die Hochschule.

## Ehemalige Mitarbeiter
- Mindaugas Končius (* 1944), Ingenieur und Politiker, Mitglied des Seimas, stellvertretender Ratsvorsitzender von Šiauliai
- Algimantas Sėjūnas (* 1941), Physiker und Politiker, Mitglied des Seimas, stellvertretender Bürgermeister von Šiauliai